# Gavin Duffy
Gavin Duffy (ur. 29 kwietnia 1960 w Kildare jako Liam Duffy) – irlandzki przedsiębiorca i polityk, kandydat w wyborach prezydenckich.

## Życiorys
Kształcił się w szkole średniej Newbridge College w hrabstwie Kildare. Od siedemnastego roku życia związany z biznesem, założył wówczas lokalną stacją radiową. Później odsprzedał swoje udziały w branży medialnej, a w 1992 stworzył przedsiębiorstwo działające w sektorze konsultingowym. Został też m.in. udziałowcem firmy rekrutacyjnej HRM. Brał udział jako inwestor w irlandzkiej wersji programu telewizyjnego Dragon’s Den.
W 2018 wystartował w wyborach prezydenckich; rejestrację jego kandydatury umożliwiło uzyskanie wymaganego poparcia od co najmniej czterech władz samorządu terytorialnego. W wyborach z 26 października otrzymał 2,2% głosów poparcia w pierwszej turze liczenia głosów, zajmując 6. miejsce wśród 6 kandydatów.